# Biuletyn Centralny
Biuletyn Centralny – oficjalny centralny organ prasowy Narodowych Sił Zbrojnych przeznaczony wyłącznie dla kierownictwa organizacji, dwutygodnik, ukazywał się od marca 1943 roku prawdopodobnie do wybuchu powstania warszawskiego.
Pismo miało także powiązania z Grupą „Szańca”. Wychodziło w Warszawie co 2 tygodnie i było odbijane na powielaczu. Każdy numer  składał się z 2 spiętych osobno części, które liczyły ponad 30 stron. Na pierwszej stronie, pod winietą, zawsze znajdowała się instrukcja dla czytelników: Biuletyn Centr. Cz. I jest przeznaczony wyłącznie do osobistego tylko użytku odbiorców i nie może być kolportowany nawet wśród innych członków organizacji. W razie stwierdzenia wykroczeń w tym względzie będą wyciągane surowe konsekwencje. Przegląd prasy /Cz. II/ dołączony osobno może być wykorzystywany szerzej według polecenia kierownika.